# ولف باك ستوديوز
ولف باك ستوديوز (بالإنجليزية: Wolfpack Studios)‏ ، هي شركة لعبة فيديو أمريكية سابقة أسست سنة 1999م وكان مقرها في مدينة أوستن بولاية تكساس الأمريكية، وهي تابعة لشركته الأم يوبي سوفت ، وفي سنة 2006م أعلنت شركة يوبي سوفت حل هذه الشركة المطورة.